# Ludwig Debiel
Ludwig Debiel SJ (auch Louis Debiel, Ludovicus Debiel, Ludwig De Biel; * 20. September 1697 in Wien; † 9. November 1771 in Graz) war ein österreichischer Jesuit und Theologe.

## Leben und Wirken
Ludwig Debiel trat 1717 in den Jesuitenorden ein und lehrte 1719 bis 1723 an einem Gymnasium. 1722 erschien seine bei Willibald Krieger (1685–1769) verteidigte Dissertation Metamorphoses Styriae, in der er in knapp 2600 Hexametern die Entstehung von Ortschaften der Steiermark beschreibt, und wurde Doktor der Philosophie und Theologie. An der Universität Wien lehrte er 1729/1730 hebräische Sprache und 1732/1733 Physik.
Ab 1734 gehörte er der Theologischen Fakultät der Universität Wien an. 1733/1734 war er dort Professor für Kontroverstheologie, 1737 für Moraltheologie und 1740/1741 für Spekulative Theologie. 1740 war er Dekan der Fakultät.
In dieser Zeit arbeitete er an Ausgaben der Bibel. 1740 gab er den griechischen Text des Neuen Testaments mit lateinischer Interlinearübersetzung in zwei Bänden heraus. 1743 bis 1747 folgte die Herausgabe des hebräischen Textes des Alten Testaments mit lateinischer Interlinearübersetzung und Beigabe der Texte der Vulgata Sixtina in vier Bänden. Diese Arbeit stieß auf besondere Schwierigkeiten, da es in Wien keinen Drucker gab, der Hebräisch konnte und entsprechende Typen besaß. Die Typen mussten aus dem Ausland herbeigeschafft und die Schriftsetzer entsprechend geschult werden. 1744 erhielt er für diese Arbeit von der Universität eine Unterstützung von 1200 Gulden.
Debiel war zwei Jahre Gehilfe („Socius“) von Matthias Pock, der 1744 Provinzial der österreichischen Jesuiten wurde. Debiel genoss eine Zeit lang das besondere Vertrauen von Maria Theresia. Sie bediente sich seines Rates bei der Gründung des Theresianum, dessen erster Rektor er 1746 mit einem Jahresbetrag von 4000 Gulden wurde. Nach zwei Jahren wurde er wieder abgelöst und war von 1748 bis 1751 Rektor am Jesuitenkolleg Linz. Matthias Pock wurde 1755 der dritte Rektor des Theresianums.
Ab 1752 war er wieder an der Universität Wien tätig. Er arbeitete an einer neuen Studienordnung mit, die von Erzbischof Johann Joseph von Trautson, der auch Studienprotektor der theologischen und philosophischen Wissenschaften war, gefördert und später auch für die Universitäten Prag, Graz, Innsbruck, Olmütz und Freiburg übernommen wurde. Mitarbeiter war auch der spätere Erzbischof von Wien Christoph Anton von Migazzi. Die Reform wurde am 25. Juni 1752 von Maria Theresia genehmigt.
1752 wurde Debiel zum Dekan ernannt und als Studiendirektor („Generalis studii praefectus“) der Theologischen Fakultät eingesetzt. In dieser Funktion war er Mitglied des „Konsistoriums ordinarium“ und erhielt alle Rechte und Privilegien der „proceres“ (also des Rektors, des Kanzlers und des kaiserlichen Superintendenten). Nach einem auf Betreiben von Christoph Anton von Migazzi erlassenen Hofdekret wurde er 1779 als Studiendirektor entlassen, weil „das Wirken der Jesuiten an der Universität von den Gegnern der Kirche immer heftiger angefeindet wurde.“ Sein Nachfolger wurde Simon von Stock.
1754 übergab Maria Theresia das Gebäude der ehemaligen Juristenschule in der Grünangergasse an Debiel, der dort ein Bußhaus zur Bekehrung reumütiger Sünderinnen errichten sollte. 1758 wurde die Einrichtung wieder aufgelöst, da sie „den gewünschten Fortgang nicht hatte“. 1760 wurde Debiel Professor der hebräischen Sprache und Kanzler der Universität Graz.
Debiel war Gönner und Wohltäter des Jansenisten Marcus Anton Wittola (1736–1797). Antal Révay (1718–1783), der spätere Bischof von Rožňava (1776–1780) und von Nitra (1780–1783), verteidigte 1741 bei Ludwig Debiel seine Dissertation Assertiones Theologicae De Jure, & Justitia quas Authoritate et Consensu. Eine besonders enge Zusammenarbeit hatte Debiel mit Erasmus Fröhlich, der zur Zeit seines Direktorats am Theresianum das numismatische Kabinett leitete. Fröhlich verfasste auf Anregung und unter Anleitung von Debiel sein Werk Utilitas rei numariae veteris. Gemeinsam gaben sie ein numismatisches Werk von Jean Foy-Vaillant (1632–1706) heraus. Auch andere Schriften werden teils Debiel, teils Fröhlich zugeschrieben oder unter dem jeweils anderen Namen veröffentlicht. In einigen Quellen wird deshalb Ludwig Debiel als Pseudonym für Erasmus Fröhlich angegeben.
Ludwig Debiel verstarb am 9. November 1771 in Graz und wurde am 11. November beerdigt.

## Schriften
- Metamorphoses Styriae. Widmanstetter, Graz 1722.
- Ars scutaria. Honori Perillustrium, Reverendorum, Praenobilium, Nobilium ac Eruditorum, Dominorum Dominorum baccalaureorum, cum In Antiquitissima, ac Celeberrima Universitate Viennensi. Ghelen, Wien 1733, OCLC 953022589 (wird auch Erasmus Fröhlich zugeschrieben).
- Erasmus Fröhlich: Utilitas rei numariae veteris. Veröffentlicht unter dem Namen von Ludwig Debiel. Schmid, Wien 1733, OCLC 311683960 (Digitalisat).
- Dissertatio de nobilitate Romana, et ejus insignibus. Voigt, Wien 1734, OCLC 1014767424 (online in der Österreichischen Nationalbibliothek) (wird auch Erasmus Fröhlich zugeschrieben).
- mit Erasmus Fröhlich (Hrsg.): Jean Foy-Vaillant: Appendicula ad numos Augustorum et Caesarum. Voigt, Wien 1734, OCLC 46203916 (Digitalisat).
- Testamentum Novum. Græcum cum intercalari textu latino ad litteram reddito. Kaliwoda, Wien 1740.
- De Augustissimo Verbi Incarnati Mysterio (= Assertionum theologicarum. Liber III). Heyinger, Wien 1742.
- Sacramenta novae legis ad mentem patrum scolatice expensa. Heyinger, Wien 1743.
- Testamentum Vetus. Hebraicum cum intercalari textu latino ad litteram reddito. 4 Bände. Trattner, Wien 1743–1747.
- De poenitentia, extrema unctione, ordine, matrimonio. Addita haeresum, quae sacramenta impugnarunt, recensione (= Assertionum theologicarum. Liber V). Jahn, Wien 1744.